# 식기

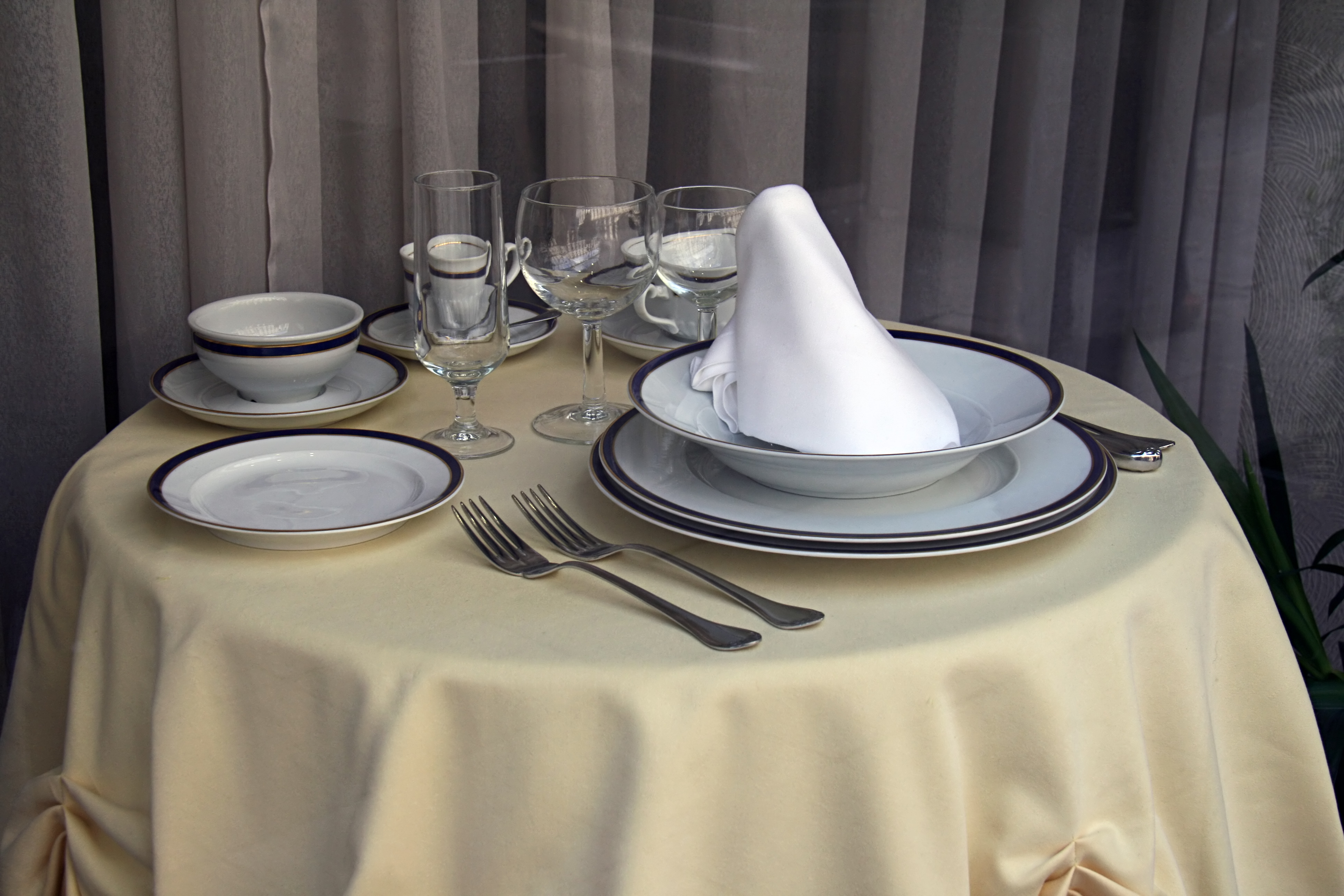
식기

식기(食器)는 음식을 먹기 위하여 사용하는 도구나 이를 돕는 도구를 말한다. 식기는 상을 차리고, 음식을 서빙하고, 식사하는 데 사용되는 그릇과 도구이다. 이 용어에는 수저류, 유리 제품, 서빙 접시, 서빙 도구 및 장식적 목적뿐만 아니라 실용적 목적으로 사용되는 기타 품목이 포함된다. 물건의 품질, 성격, 다양성 및 수는 문화, 종교, 식사하는 사람 수, 요리 및 행사에 따라 다르다. 예를 들어, 중동, 인도 또는 폴리네시아의 음식 문화와 요리는 때때로 식기를 서빙 요리로 제한하고 빵이나 잎을 개별 접시로 사용하며 수저를 사용하지 않는 경우가 많다. 특별한 날은 일반적으로 더 높은 품질의 식기에 반영된다.
커틀러리(cutlery)는 일반적으로 미국에서 은제품 또는 플랫웨어로 더 잘 알려져 있으며, 여기서 커틀러리는 일반적으로 칼 및 관련 절단 도구를 의미한다. 다른 곳의 수저류에는 모든 포크, 숟가락 및 기타 은식기 품목이 포함된다. 미국 이외의 지역에서 플랫웨어는 접시, 그릇과 같은 "개방형" 식기 품목을 가리키는 용어이다(주전자나 꽃병과 같은 "닫힌" 모양이 아님).
상차림이란 테이블에 각 식사자마다 개별적인 장소를 구성하는 것뿐만 아니라 상황에 맞게 테이블 자체를 장식하는 것을 포함하여 식기를 배치하는 것을 의미한다. 식기와 테이블 장식은 일반적으로 특별한 경우에 더욱 정교하다. 특이한 식사 장소에서는 식기를 개조해야 한다.

## 종류
대표적인 식기의 종류는 다음과 같다.
- 젓가락
- 날붙이
  - 포크
  - 테이블 나이프
  - 숟가락
- 접시
- 사발
- 찻잔

## 같이 보기
- 설거지
- 식기세척기
- 타파웨어